# Chae Rim
Chae Rim (hangul: 채림, ur. 28 marca 1979 w Seulu), właśc. Park Chae-rim (hangul: 박채림) – południowokoreańska aktorka.

## Biografia
W 1992 roku zadebiutowała jako aktorka w dramacie telewizyjnym MBC. W 1994 roku Chae Rim została Miss Haitai. Chae Rim była także współprowadzącą programu Music Camp stacji MBC, od 1999 do 2000 roku. Zagrała w wielu serialach telewizyjnych, między innymi w Eve-ui modeun geot z 2000 roku i Dal-ja-ui bom z 2007 roku. Cieszy się dużą popularnością jako gwiazda koreańskiej fali w Chinach i na Tajwanie. W 2010 roku Chae Rim powróciła na mały ekran w serialu Oh! My Lady, w którym zagrała u boku Siwona z Super Junior. W listopadzie 2018 roku Chae Rim podpisała kontrakt z nową agencją Hunus Entertainment. W 2021 została członkiem obsady programu rozrywkowego Honki Club stacji JTBC.

### Życie prywatne
24 maja 2003 roku Chae Rim poślubiła 14 lat starszego piosenkarza Lee Seung-hwan. 31 marca 2006 roku agencja Lee opublikowała wiadomość o rozwodzie pary, ze względu na różnice osobowości. Para żyła w separacji od grudnia 2005 roku. W marcu 2014 roku, Chae Rim przyznała, że spotyka się z chińskim aktorem Gao Ziqi. Gao i Chae Rim wzięli ślub w Chinach 14 października 2014 roku. Mają syna. Chae Rim i Gao Ziqi rozwiedli się w 2020 roku.

## Filmografia

### Seriale
- Warm River (kor. 뜨거운 강) (MBC, 1994)
- Acclaimed (kor. 갈채; KBS, 1995)
- A Daughter's Choice (kor. 엄마의 깃발) (MBC, 1996)
- Bang-ul-i (MBC, 1997)
- Shy Lover (kor. 수줍은 연인) (MBC, 1998)
- As We Live Our Lives (kor. 살다보면) (KBS1, 1998)
- My Mother's Daughters (kor. 엄마의 딸) (SBS, 1998)
- Loving You (kor. 사랑해 당신을) jako Bong Sun-hwa (MBC, 1999)
- KAIST (SBS, 1999)
- Lost One’s Way (kor. 우리는 길 잃은 작은 새를 보았다) (KBS, 1999)
- Eve-ui modeun geot (kor. 이브의 모든 것) jako Jin Sun-mi (MBC, 2000)
- Cheers For The Women (kor. 여자만세) jako Seo-young (SBS, 2000)
- Air Force jako Kim Jin-kyung (MBC, 2000)
- Ne jamae iyagi jako Jung Yu-jin (MBC, 2001)
- Jigeum-eun yeon-aejung jako Yoon Ho-jung (SBS, 2002)
- Jeo pureun chowon-wie jako Sung Yeon-ho (KBS2, 2003)
- Yang men hujiang (chn. 楊門虎將) jako Pan Yuyan (CTV, 2004)
- O! Pil-seung, Bong Sun-yeong jako Bong Soon-young (KBS2, 2004)
- Love at the Aegean Sea (chn. 情定爱琴海) (CTS, 2004)
- Kangxi mishi (chn. 康熙秘史) jako pani Heseri (BTV, 2006)
- Dal-ja-ui bom jako Oh Dal-ja (KBS2, 2007)
- Gangjeokdeul jako Cha Yeong-jin (KBS2, 2008)
- Jalhaetgun jalhaess-eo jako Lee Kang-joo (MBC, 2009)
- Oh! My Lady jako Yoon Gae-hwa (SBS, 2010)
- Ai shang nu zhu bo (chn. 爱上女主播) (ZJSTV, 2010)